# N4.TOWER
N4.TOWER（エヌフォータワー）は、大阪府大阪市北区中之島4丁目にある超高層マンション。
2007年に建設が開始され、2009年9月16日に竣工。
中之島4丁目地区の再開発として建てられた。
大阪市立科学館や国立国際美術館、大阪大学キャンパスイノベーションセンター、大阪市立近代美術館（計画）などが建つ文化施設の集まる地域に建設されているほか、北側には京阪と大林組が共同で、外資系ホテルなどを誘致する複合高層ビルを建設する計画があるなど、再開発が著しい地域である。
マンションの1階にカフェレストランが2009年11月にオープンした。2010年度グッドデザイン賞受賞。

## 交通機関
- 京阪中之島線 中之島駅 約300m 徒歩3分、渡辺橋駅 約500m 徒歩6分
- Osaka Metro四つ橋線 肥後橋駅 約600m 徒歩7分
- 阪神本線 福島駅 約650m 徒歩8分
- JR西日本 東西線 新福島駅 約700m 徒歩9分
- 大阪駅 約1.6km 徒歩20分（大阪シティバス 53系統 中之島4丁目 停留所より約3分）

## 近隣公共施設
- 大阪市立科学館
- 国立国際美術館
- リーガロイヤルホテル
- ほたるまち